# Дворак, Август
А́вгуст Дво́рак (англ. August Dvorak; 5 мая 1894 — 10 октября 1975) — американский психолог чешского происхождения.

## Биография
Родился в Гленко (Миннесота) в семье чешских эмигрантов.
Работал в Вашингтонском университете как профессор педагогики.
Разработал вместе со своим шурином Вильямом Дилли в 1936 раскладку клавиатуры (клавиатуру Дворака) для набора английских символов как альтернативу раскладке QWERTY.
Дворак и Дилли, вместе с Нелли Меррик и Гертрудой Форд, написали книгу «Поведение при наборе текста», опубликованную в 1936 году. Книга представляет собой подробный доклад о психологии и физиологии печатания..
В 1940-х годах Дворак разрабатывал раскладку клавиатуры для людей, печатающих одной рукой.

### Интересные факты
Приходился дальним родственником чешскому композитору Антонину Дворжаку.

### Афоризмы
- Я устал от попыток сделать что-то стоящее для человечества. Они просто не хотят меняться![3]